# Long Marston (North Yorkshire)
Long Marston – wieś w Anglii, w hrabstwie North Yorkshire, w dystrykcie (unitary authority) North Yorkshire. Leży 11 km na zachód od miasta York i 282 km na północ od Londynu.